# Ridvan Bode
Ridvan Bode (* 26. Juni 1959 in Korça) ist ein albanischer Politiker der Demokratischen Partei (PD), deren Generalsekretär er früher war. Von 2005 bis 2013 war er Finanzminister im 1. und im 2. Kabinett unter Sali Berisha.
Bode schloss 1983 ein Studium der Finanzwissenschaft an der Landwirtschaftlichen Universität Tirana ab. In der Folge war er Finanzleiter eines Staatsbetriebs in Librazhd. An der Universität Montpellier absolvierte er 1995 ein Nachdiplomstudium und erlangte den Doktortitel in Wirtschaftswissenschaften im gleichen Jahr, nachdem er seit 1991 an der Landwirtschaftlichen Universität doziert hatte. 1995/1996 war er Direktor der Zollbehörde im Finanzministerium.
Erstmals ins Albanische Parlament wurde Bode 1996 gewählt, wo er nur ein Jahr verblieb. 2001 wurde er jedoch wiedergewählt. Bode war im Vorsitz der Parlamentarischen Gruppe der PD. Seit 2017 gehört er nicht mehr dem Parlament an.
Bode war Finanzminister in den Jahren 1996/1997, 2005–2013. 
Ab April 2015 ermittelte die Staatsanwaltschaft wegen Nicht-Deklaration von Eigentum und wegen Geldwäscherei gegen ihn. Zuvor erhob das Hohe Inspektorat der Deklaration und Kontrolle des Eigentums und des Interessenkonflikts Anklage gegen ihn und warf ihm vor, nicht alle seine Eigentümer dem Inspektorat deklariert zu haben. 2024 und 2025 wurden erneut Korruptionsvorwürfe gegen ihn erhoben, die in die Zeit als Finanzminister fallen, als zahlreiche Staatsbetriebe privatisiert wurden.
Seit 2018 ist Bode auf Vorschlag der sozialistischen Regierung Rama Mitglied des neunköpfigen Aufsichtsrats der Banka e Shqipërisë.